# Крістін Йоргенсен
Крістін Йоргенсен (нар. 30 травня 1926 — 3 травня 1989) — американська трансгендерна жінка, яка стала першою людиною, широко відомою в США завдяки операції зі зміни статі. Йоргенсен виріс у Бронксі, штат Нью-Йорк. Незабаром після закінчення середньої школи в 1945 році під час Другої світової війни його призвали до армії США. Після військової служби він працював у кількох школах; саме тоді він дізнався про операцію зі зміни статі. Йоргенсен поїхав до Європи, а в Копенгагені, Данія, отримав спеціальний дозвіл на проведення ряду операцій, які розпочались 1952 р.
Вона повернулася до Сполучених Штатів на початку 1950-х років, і її гендерний перехід був предметом статті на першій сторінці New York Daily News. Вона стала миттєво знаменитістю, відомою своєю прямотою та дотепністю, і займалася адвокацією трансгендерів. Також вона працювала актрисою та артисткою нічного клубу та записала кілька пісень. Крістін часто читала лекції про досвід трансгендерності та опублікувала автобіографію в 1967 році.

## Раннє життя
Йоргенсен була другою дитиною столяра і підрядника Джорджа Вільяма Йоргенсена-старшого та його дружини Флоренс Девіс Хансен, і при народженні отримала чоловіче ім'я. Її виховували в районі Белмонт у Бронксі, штат Нью-Йорк. Пізніше вона згадувала себе «слабким, білявим, замкнутим у собі маленьким хлопчиком, який біг від кулачних боїв та грубих ігор».
Йоргенсен закінчила середню школу Христофора Колумба в 1945 році і незабаром була призвана до армії США у 19-річному віці. Після звільнення з армії вона відвідувала Громадський коледж Mohawk Valley в Ютіці, штат Нью-Йорк, прогресивну школу фотографії в Нью-Хейвені, штат Коннектикут, і Манхеттенську медичну та стоматологічну школу в Нью-Йорку. Вона також недовго працювала в «Pathé News».

## Зміна статі
Повернувшись до Нью-Йорка після військової служби, дедалі більше занепокоєна, як пізніше назвав це один некролог, «відсутністю фізичного розвитку чоловіків» Крістін Йоргенсен почула про операцію зі зміни статі. Вона почала приймати естроген у формі етинілестрадіолу і почала досліджувати операцію за допомогою Джозефа Анджело, чоловіка однокласника з Манхеттенської медичної та стоматологічної школи. Йоргенсен мав намір поїхати до Швеції, де знаходились єдині у світі лікарі, які тоді робили операцію. Під час зупинки у Копенгагені у родичів вона познайомилася з Крістіаном Гамбургером, датським ендокринологом та спеціалістом з реабілітаційної гормональної терапії. Йоргенсен залишилася в Данії і пройшла замісну гормональну терапію під керівництвом Гамбургера. Вона обрала ім'я Крістін на честь Гамбургера.
Вона отримала спеціальний дозвіл датського міністра юстиції на проведення ряду операцій у цій країні. 24 вересня 1951 року хірурги лікарні Гентофте в Копенгагені провели орхіектомію Йоргенсен. У листі до друзів від 8 жовтня 1951 року вона зазначила, як операція вплинула на неї: У листопаді 1952 року лікарі Університетської лікарні Копенгагена провели пенектомію. За словами Йоргенсена, «моя друга операція, як і попередня, не була такою серйозною хірургічною роботою, як це може здатись».
Вона повернулася до Сполучених Штатів і врешті провела вагінопластику, коли процедура стала доступною. Вагінопластика проводилася під керівництвом Анджело, а Гаррі Бенджамін був медичним радником. Пізніше, в передмові до автобіографії Йоргенсен, Гаррі Бенджамін подякував їй за прогрес у навчанні. Він написав: «Справді, Крістін, без вас, мабуть, нічого з цього не сталося б; грант, мої публікації, лекції тощо».

## Публічність
1 грудня 1952 року газета New York Daily News випустила першу сторінку під заголовком «Екс-Джі стає блондинкою-красунею», повідомляючи (неправильно), що Йоргенсен вперше став пацієнтом операції зі зміни статі. Цей тип хірургічної операції раніше виконували німецькі лікарі наприкінці 20-х — на початку 30-х років. Дорхен Ріхтер та датська художниця Лілі Ельбе, обидві пацієнтки Магнуса Гіршфельда в Інституті сексуального життя в Берліні, були відомими пацієнтами таких операцій у 1930–31 роках. 
Після операцій Йоргенсен спочатку заявила, що бажає спокійного життя за власним задумом, але повернувшись до Сполучених Штатівпогодилася, що єдиним способом заробити собі на життя були публічні виступи. Йоргенсен стала миттєво знаменитістю, коли повернулася до Нью-Йорка в лютому 1953 року. Великий натовп журналістів зустрів її, коли вона зійшла з рейсу, і, незважаючи на те, що датська королівська сім'я перебувала в цьому ж рейсі, їх в основному проігнорували на її користь. Незабаром після її приїзду вона стала успішною акторкою у нічному клубі і з'явилася на телебаченні, радіо та у театральних постановках. Першу із автобіографічних статей про її історію з п'яти частин написала сама Йоргенсен у випуску журналу The American Weekly за лютий 1953 року під назвою «Історія мого життя», а в 1967 році вона опублікувала свою автобіографію «Крістін Йоргенсен: особиста автобіографія», якої було продано майже 450 тис. примірників.
Реклама після її переходу та операції зі зміни статі стала «зразком для інших транссексуалів протягом десятиліть. Вона була невтомним лектором на тему транссексуалізму, благаючи зрозуміти публіку, що надто часто хочуть бачити транссексуалів виродками чи збоченцями. . . Врівноваженість, чарівність і дотепність пані Йоргенсен завоювали серця мільйонів». Однак з часом преса стала набагато менш захоплена нею і почала набагато жорсткіше розглядати її. У друкованих виданнях її часто запитували, чи не буде вона оголеною у своїх публікаціях.

## Пізніше життя

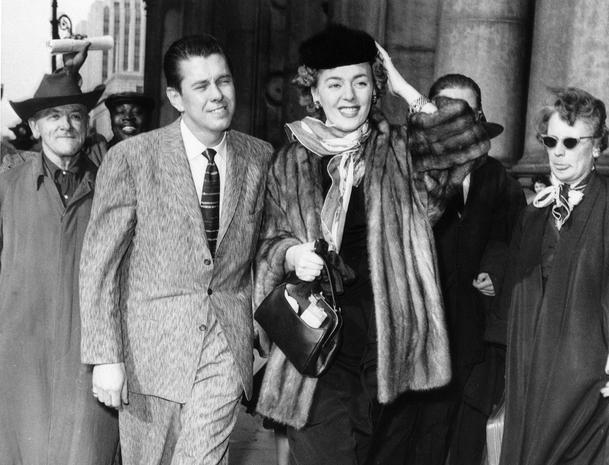
Нокс і Йоргенсен після відмови у ліцензії на одруження, квітень 1959 року

Після вагінопластики Йоргенсен планувала одружитися із статистиком профспілки Джоном Траубом, але заручини були скасовані. У 1959 році вона оголосила про заручини з друкарем Говардом Дж. Ноксом у парку Массапіква, штат Нью-Йорк, де батько побудував їй будинок після операції. Однак подружжю не вдалося отримати ліцензію на шлюб, оскільки в свідоцтві про народження Йоргенсена було вказано, що вона чоловік. У звіті про розірвані заручини The New York Times повідомляє, що Нокс втратив роботу у Вашингтоні, коли стало відомо про його заручини з Йоргенсеном.
Після смерті батьків Йоргенсен переїхала до Каліфорнії в 1967 році. Вона залишила будинок ранчо, побудований її батьком у Массапікві, і на деякий час оселилася в замку Мармонт у Лос-Анджелесі, штат Каліфорнія. Також у цьому ж році Йоргенсен опублікувала свою автобіографію «Крістін Йоргенсен: особиста автобіографія», яка хронізувала її життєвий досвід як транссексуала та включала власні особисті думки щодо основних подій у її житті .
Протягом 1970-х та 1980-х років Йоргенсен відвідувала університетські містечка та інші місця, щоб розповісти про свою історію. Вона була відома своєю прямотою та відшліфованою дотепністю. Одного разу вона вимагала вибачень від віце-президента Спіро Т. Агню, коли він назвав Чарльза Гуделя «Крістін Йоргенсен від Республіканської партії». (Егню відмовив їй у проханні.)
Йоргенсен також працювала актрисою та артисткою нічного клубу і записала кілька пісень. Вона зіграла мадам Роузпетл у виставі « О, тату, бідний тату, мама повісила тебе в шафі, і мені так сумно». У своєму нічному клубі вона заспівала кілька пісень, зокрема «I Enjoy Being a Girl», під час виконання яких вона швидко переодягалася в костюм Диво-жінки. Пізніше вона згадала, що Warner Communications, власники авторських прав на персонажа Диво-жінки, вимагали припинити використання персонажа; вона зробила це, і замість цього використала нового персонажа власного винаходу, Супержінку, яка відзначилася включенням великої літери S на її грудях. Йоргенсен продовжила свою діяльність, виступаючи в клубі Freddy's Supper у Верхньому Іст-Сайді Манхеттена, принаймні до 1982 року, коли вона двічі виступала в районі Голлівуду: один раз у театрі Backlot, поруч із дискотекою Studio One, а пізніше в The Frog Pond. Цей спектакль був записаний і доступний як альбом на iTunes. У 1984 році Йоргенсен повернулася до Копенгагена, щоб виконати своє шоу, і вона була представлена в датському транссексуальному документальному фільмі Тейт Ріцау «Paradiset er ikke til salg» (Рай не продається). Йоргенсен була першою і єдиною відомою транс-жінкою, яка виступила в ресторані «Оскар» Delmonico в центрі Нью-Йорка, за що власники Оскар і Маріо Туччі отримали критику.
Вона померла від раку сечового міхура та легенів у 1989 році, не доживши чотирьох тижнів до свого 63-річчя. Її прах був розкиданий біля Дейни Пойнт, штат Каліфорнія.

## Спадщина
Широко розрекламований гендерний перехід Йоргенсен допоміг виявити гендерну ідентичність та сформував нову культуру про цю тему. Будучи представницею трансгендерів та громадським діячем, Йоргенсен вплинула на інших трансгендерів, щоб вони змінили стать на свідоцтвах про народження та змінили імена.  Йоргенсен бачила себе членом-засновником у тому, що стало відомим як «сексуальна революція». Йоргенсен заявила в інтерв'ю "Лос-Анджелес Таймс»: «Зараз я дуже пишаюся, озираючись назад, що я була на початку 36 років тому, коли почався рух. Це була сексуальна революція, яка збиралася розпочатися зі мною чи без мене. Можливо, ми не починали це, але ми швидко це підхопили».
У 2012 році Йоргенсен була додана до Legacy Walk, відкритої публічної виставки, яка оспівує історію ЛГБТ.
У 2014 році Йоргенсен стала однією з перших нагороджених на Rainbow Honor Walk, алеї слави в районі Кастро в Сан-Франциско, що відзначає людей ЛГБТ, які «зробили значний внесок у свої справи».
У червні 2019 року Йоргенсен стала одним із перших 50 американських «піонерів, першопрохідців та героїв», включених до Національної стіни честі ЛГБТ в рамках Національного пам'ятника Стоунволу (SNM) в готелі Stonewall Inn в Нью-Йорку. SNM є першим національним пам'ятником США, присвяченим правам та ЛГБТ-історії і відкриття стіни було приурочено до 50-ї річниці заворушень у Стоунволі.

## У популярній культурі
Лідер Нації Іслам Луїс Фаррахан під час своєї кар'єри співака каліпсо на ім'я «Чарівник» записав пісню про Йоргенсен «Is She Is or Is She Ain't». (Заголовок — п'єса на пісню Луї Джордана 1940-х років «Ти є чи ти не моя дитина».)
Чак Ренслоу та Дом Орехудос заснували Kris Studios — студію фотографії чоловічої статури, яка робила фотографії для гей-журналів. Вона була частково названа на честь Йоргенсен.
Плакати до фільму Еда Вуда «Глен або Гленда» (1953), також відомого як «Я змінив свій секс» і «Я провів два життя», трактують фільм як заснований на житті Йоргенсена. Спочатку продюсер Джордж Вайс зробив їй кілька пропозицій знятися у фільмі, але вони були відхилені.
Історія Крістін Йоргенсен (фільм) — вигадана біографія за мотивами мемуарів Йоргенсен, прем'єра якої відбулася в 1970 році. Джон Хансен зіграв Йоргенсен у зрілому віці, тоді як Трент Леман зіграв її у 7-річному віці.
У «Розкритті Крістін Йоргенсен», сценічному виступі на Единбурзькому фестивалі 2005 року, Йоргенсен зобразив Бредфорд Лурік. За для схвалення критиків, Лурік одягався як Йоргенсен і виступав перед записаним з нею інтерв'ю протягом 1950-х років, тоді як відео Роба Грейс як комічно невмілого інтерв'юера Ніпсі Рассела відтворювалось на сусідньому чорно-білому телевізорі. Шоу виграло найкращий аспект виробництва на Дублінському фестивалі гей-театрів 2006 року. Платівка була перевидана на CD компанією Repeat The Beat Records у 2005 році.
Історик-трансгендер і теоретик критики Сьюзен Страйкер зняла експериментальний документальний фільм про Йоргенсен під назвою «Крістін у розкрійній кімнаті» . У 2010 році вона також представила лекцію в Єльському університеті під назвою «Крістін у розкрійній: Транссексуальна знаменитість Крістіни Йоргенсен та кінематографічне втілення». В обох роботах розглядається втілення щодо кіно.
Книга 2016 року «Енді Уорхол був накопичувачем: журналістка Клаудія Калб, всередині свідомості великих особистостей історії» присвячує главу історії Йоргенсен, використовуючи її як приклад гендерної дисфорії та процесу одного з перших гендерних переходів.
Книга 2016 року «Енді Уорхол був накопичувачем: журналістка Клаудія Калб, всередині свідомості великих особистостей історії» присвячує главу історії Йоргенсен, використовуючи її як приклад гендерної дисфорії та процесу одного з перших гендерних переходів.